# Шпицберген
Шпицбе́рген (нем. Spitzbergen, нидерл. Spitsbergen; Сва́льбард, норв. Svalbard; старорус. Гру́мант) — обширный полярный архипелаг, расположенный в Северном Ледовитом океане, между 76°26' и 80°50' северной широты и 10° и 32° восточной долготы. Самая северная часть Норвегии. Административный центр — город Лонгйир. Архипелаг и прибрежные воды — демилитаризованная зона.
Значительную, по арктическим меркам, хозяйственную деятельность на архипелаге помимо Норвегии, согласно особому статусу архипелага, осуществляет только Россия, имеющая на острове Западный Шпицберген российский населённый пункт — посёлок Баренцбург, а также посёлки Пирамида и Грумант (законсервирован).

## Этимология
Принятое в русском языке название «Шпицберген» является прочитанным на немецкий манер нидерл. Spitsbergen — это название дал архипелагу в 1596 году голландский мореплаватель В. Баренц, буквально оно означает «острые горы» (нидерл. spits — «острый», bergen — «горы»). У русских поморов употреблялось название «Грумант» или «Груман», которое считается искажённой передачей топонима «Гренландия» (швед. Grönland), — по средневековым представлениям, Шпицберген на севере соединялся с Гренландией, а её название известно в формах «Груланд, Грутланд». В самой Норвегии начиная с 1925 года принято название «Свальбард» (норв. Svalbard), которое скандинавские мореплаватели XII века дали открытой ими северной земле, позже отождествлённой Ф. Нансеном со Шпицбергеном. Название «Свальбард» — это современный норвежский аналог оригинального названия «Svalbarði», состоящего из старонорвежских слов «холодный» (др.-сканд. svalr) и «край», «гребень», «дёрн» или «борода» (др.-сканд. barð). Название упомянуто в различных изданиях «Книги о заселении Исландии» (исл. Landnámabók), в которой открытие «Svalbarði» датировано 1194 годом и сопровождено текстом «Свальбард был открыт» (исл. Svalbarðs fundr) и «от Лаунганеса на северной стороне Исландии четыре дня пути до Свальбарда на севере по морю» (исл. fra Langanesi á norðanverðu Islandi er iii. doegra haf til Svalbarða norðr í hafsbotn).

## География
Площадь архипелага — 61 022 км².

Карта архипелага Шпицберген

Состоит из трёх крупных островов — Западный Шпицберген, Северо-Восточная Земля и остров Эдж; семи более мелких островов — остров Баренца, Белый, Земля Принца Карла, Конгсёйа (Королевский остров), Медвежий, Свенскёйа, остров Вильгельма; а также групп островов, маленьких островков и шхер, общей площадью 621 км².
Наиболее крупные острова:
| Остров                 | Площадь (км²) |
| ---------------------- | ------------- |
| Западный Шпицберген    | 37 673        |
| Северо-Восточная Земля | 14 443        |
| Эдж                    | 5074          |
| Баренца                | 1288          |
| Белый                  | 682           |
| Земля Принца Карла     | 615           |
| Конгсёйа               | 191           |
| Медвежий               | 178           |
| Свенскёйа              | 137           |
| Вильгельма             | 120           |
| Другие (общая площадь) | 621           |
| Всего                  | 61 022        |

## Природные условия

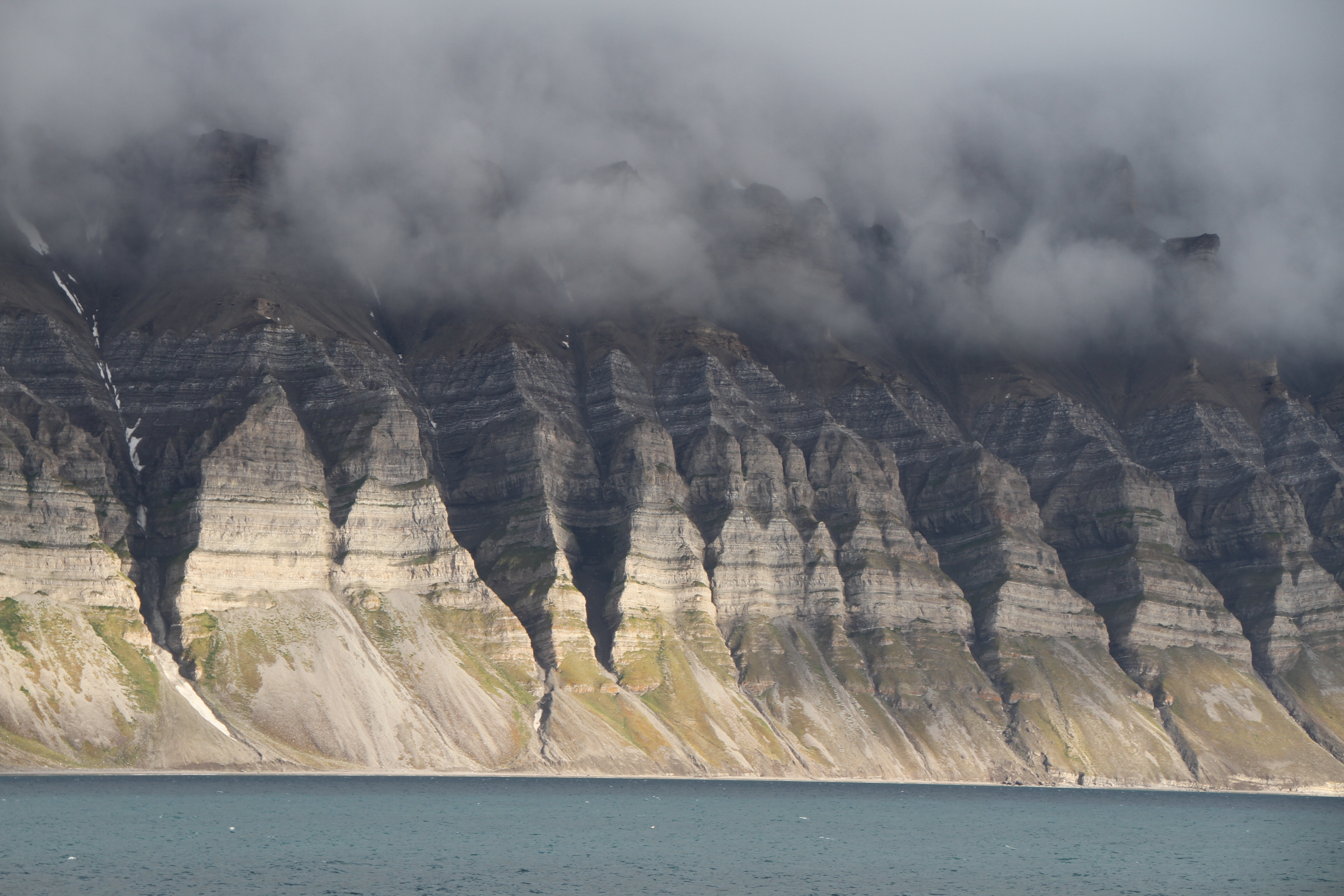
Западное побережье Земли Бюнсова. Расположен в Ис-фьорд на Шпицбергене

На архипелаге преобладает горный рельеф. Самая высокая точка — гора Ньютон (1713 м) на Западном Шпицбергене. Ледники занимают 35,1 тыс. км² — больше половины площади архипелага.
Берега изрезаны фьордами.
Многолетнемёрзлые породы — мощность слоя до 200 м. Естественное оттаивание грунтов в летний период колеблется от 0,5 до 2,6 м.

### Геологическое строение
В строении архипелага участвуют, как правило, каледониды. Но они больше похожи на каледониды Гренландии, чем Скандинавии. Однако те и другие являются порождением раннепалеозойского океана Япетус, который раскрылся примерно в начале кембрия около 550 млн лет назад. Этот древний океан располагался в приэкваториальных широтах в субмеридиональном направлении от 30° ю. ш. (древние координаты) на север, между древними континентами Балтика и Канадо-Гренландия. В состав Шпицбергена входят также и более древние породы (байкальской складчатости). По-видимому, это часть баренцевоморской плиты, которая и имеет протерозойско-раннекембрийский возраст. Большая часть фундамента Шпицбергена формировалась где-то на активной окраине древнего океана Япетус около 500 млн лет назад в раннем ордовике и представляет собой островодужные магматические формации, сильно смятые во время столкновения континентов в силуре.
К началу силура океан Япетус стал сокращаться, неся Балтику навстречу Канадо-Гренландии,
(450—440 млн лет назад) Британские острова, остров Ньюфаундленд и Шпицберген, который испытывал сильное поднятие и вулканические извержения к середине-концу силура. Затем произошло окончательное столкновение Балтики (Скандинавии), Британских островов, Гренландии, Ньюфаундленда и Северной Америки (Лаврентии). Остатки древних островных дуг, известняков, обломочных океанских пород океана Япетус были смяты и подняты ввысь на 9—11 тыс. метров. На месте столкновения этих частей света поднялся горный хребет выше, чем сегодняшние Гималаи.
400 миллионов лет назад Скандинавия была уже соединена с Гренландией и где-то между ними находился и Шпицберген. Британские острова, Ньюфаундленд и Северная Америка также были соединены вместе. В позднем палеозое местами происходило внедрение гранитоидов. Нынешние месторождения меди, хрома, никеля, титана, железа, цинка, урана и других металлов, которые сейчас находятся на Кольском полуострове, в Скандинавии, Гренландии, Шпицбергене, на Британских островах и на восточном побережье Северной Америки, образовались именно в ту эпоху.
Крупные залежи высококалорийного каменного угля — оцениваются в 10 млрд тонн. Уникальной особенностью Шпицбергена также является значительное количество пород с ископаемыми остатками растений и животных. В 2007 году норвежской группе палеонтологов удалось обнаружить на архипелаге остатки крупнейшего плиозавра Pliosaurus funkei. Высокое разнообразие геологических пород архипелага объясняется его длительной миграцией по мантии Земли, во время которой Шпицберген побывал в разных климатических зонах.
Архипелаг находится в сейсмически активной зоне, отмечены землетрясения силой 4—5 баллов по шкале Рихтера, предполагается возможность землетрясений до 6—7 баллов.

### Климат
Климат субарктический, на западе значительно смягчён тёплым Шпицбергенским течением (часть Гольфстрима). Средняя температура воздуха на побережье от +4…+6 °C (июль) до −10…−14 °C (январь). Из-за влияния Гольфстрима зимние температуры на Шпицбергене в среднем на 20 градусов выше, чем в прочих местах сравнимой широты. Максимальная зафиксированная температура +24,5 °C (июль 1978), минимальная −46,3 °C (март 1986).
Климат суровый, растительность не богата, растения низкие и холодоустойчивые. В начале лета тундра сильно заболочена ввиду таяния снегов, а в реках высокий уровень воды. В основном, южная часть Шпицбергена (нулевая зона) летом свободна от снега, хотя ледники встречаются поблизости от всех населённых пунктов. На ледниках часто встречаются красные водоросли, придающие снегу и льду розоватый оттенок. Несмотря на круглосуточный полярный день, разница температур между днём и ночью летом заметна и может достигать 5—10 °C. Первые снегопады приходят в сентябре, хотя снег не редкость и в конце августа. Ввиду относительно мягкого климата, Шпицберген также популярен у туристов в течение полярной ночи, когда стабильное снежное и ледовое покрытие делает возможным движение снегоходов.

### Флора и фауна

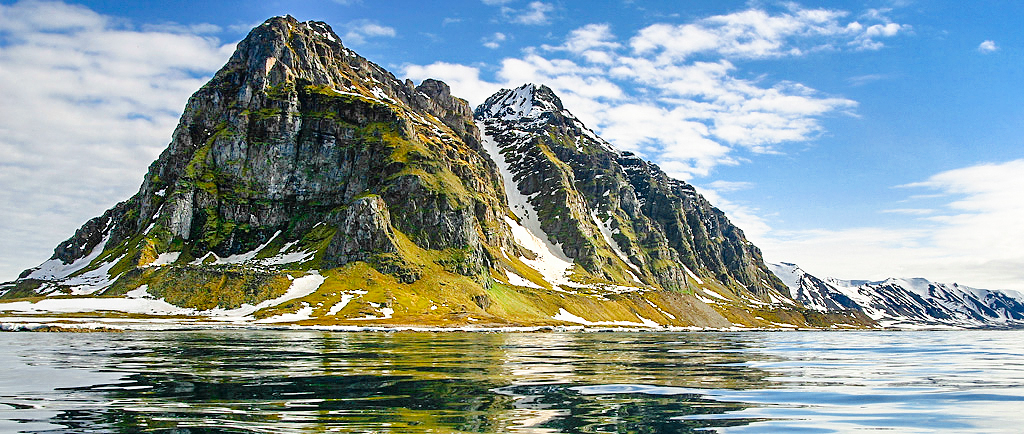
Земля Принца Карла, в 1973 здесь создан национальный парк Форландет

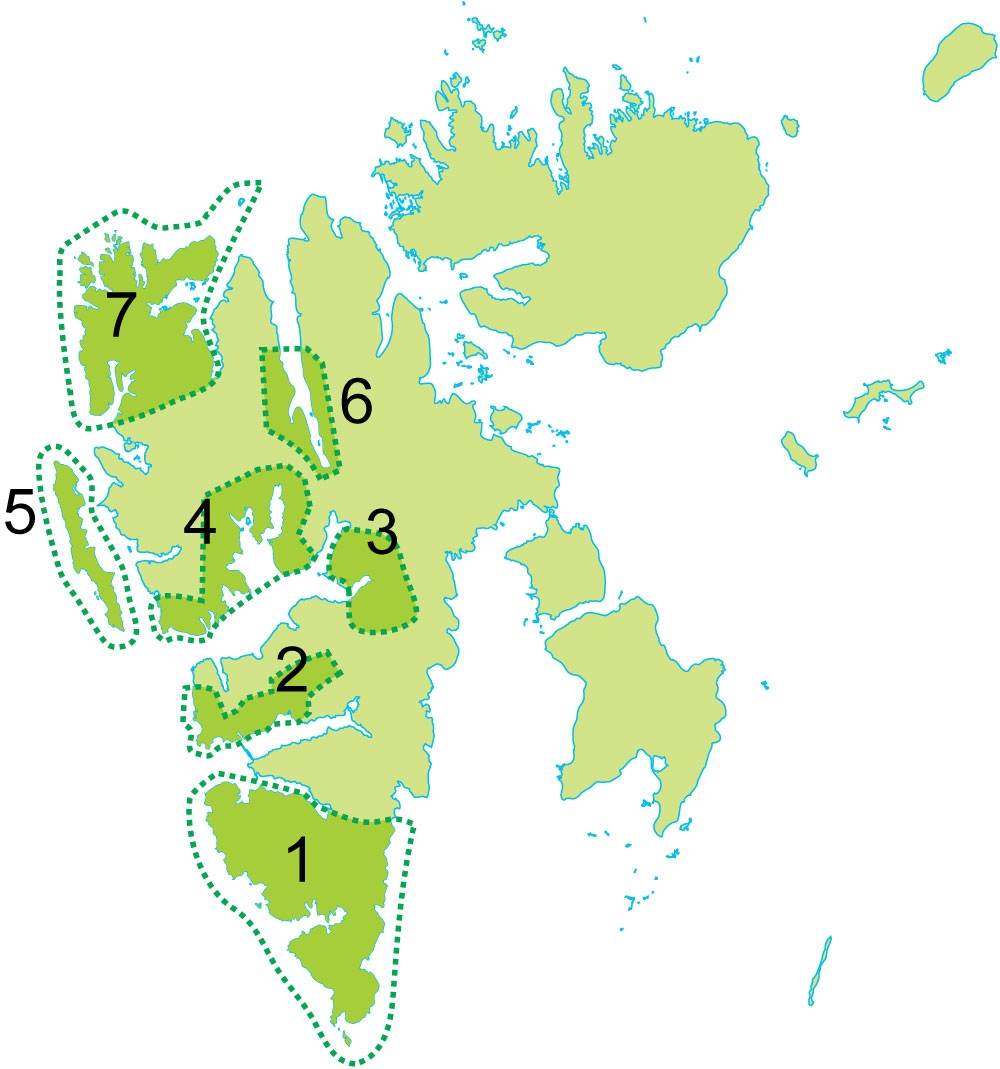
Национальные парки Шпицбергена

Растительность тундровая — берёза карликовая (лат. Bétula nána), полярная ива (лат. Salix polaris), мхи, грибы, лишайники и более 170 видов сосудистых растений.
Из млекопитающих на островах только белый медведь, шпицбергенский северный олень (самый маленький из подвидов северных оленей), а также песец. Попытки интродукции на архипелаг других сухопутных млекопитающих, в частности полярных зайцев и овцебыков из Гренландии, успехом не увенчались. Также около берегов Шпицбергена изредка можно встретить нарвалов. На архипелаге в изобилии присутствуют морские животные — нерпа, гренландский тюлень, морской заяц, моржи, белухи, киты. Все перечисленные животные (кроме белых медведей) достаточно часто встречаются в непосредственной близости к населённым пунктам.
На Шпицбергене отмечается около 90 видов птиц, из которых 36 постоянно гнездятся на архипелаге. Единственным видом, проживающим на Шпицбергене круглый год, является полярная (белая) куропатка (лат. Lagopus mutus hyperboreus). Остальные птицы на зиму улетают в южные страны, и возвращаются на архипелаг лишь весной для гнездования и выведения потомства.
На Шпицбергене обнаружено всего три вида чешуекрылых, один из них — Apamea zeta.
Около половины территории занимают природоохранные зоны: 3 заповедника и 3 заказника.

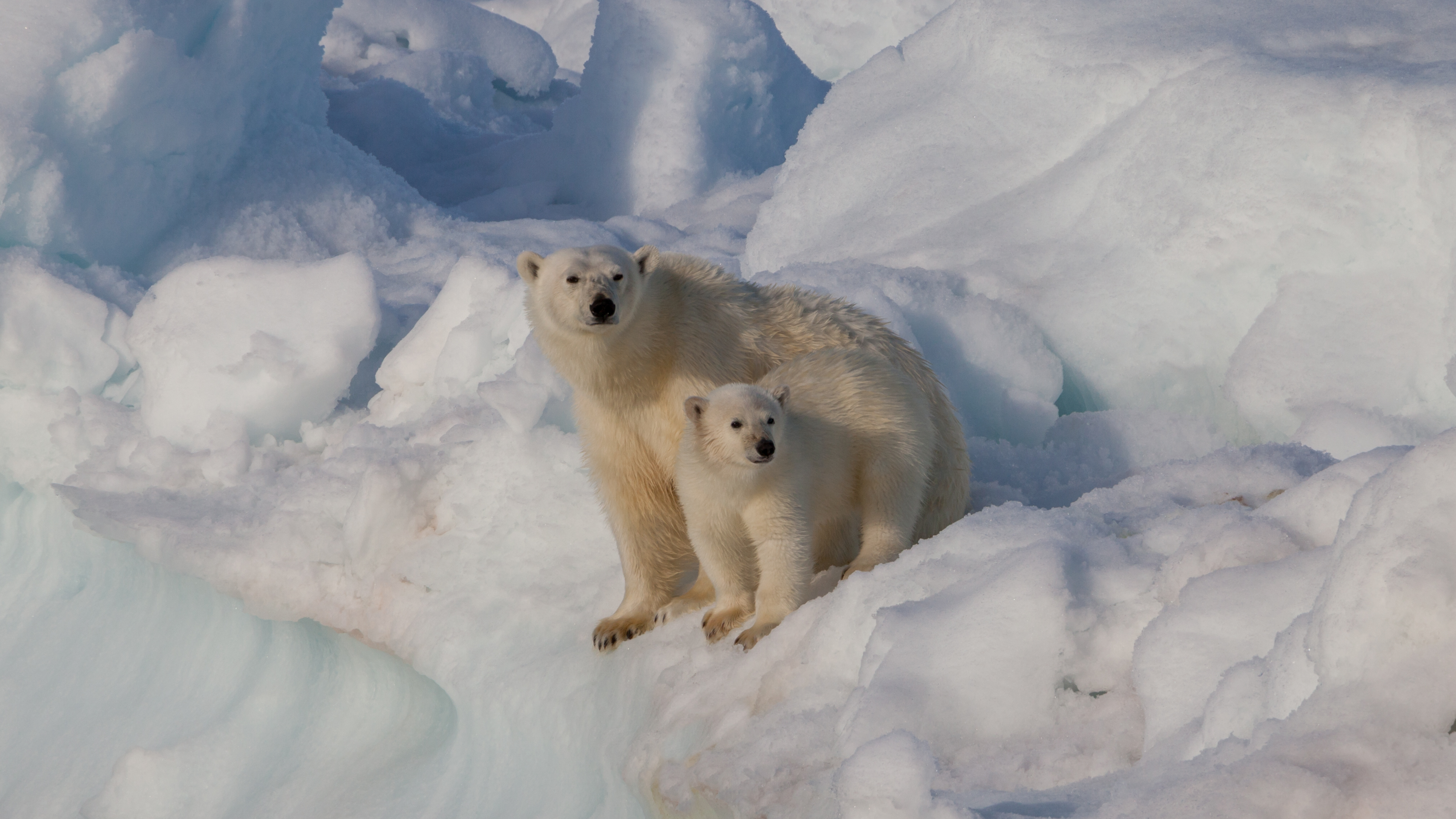
Самка белого медведя с медвежонком

Уникальной особенностью Шпицбергена является крайне низкое содержание микробов, пыли и паразитов в воздухе и почве. Низкая биологическая активность среды обеспечивает высокую сохранность как органики, так и искусственных объектов и сооружений. Даже будучи брошенными десятки лет, некоторые здания на Шпицбергене могут выглядеть так, как будто люди оставили их только вчера. По этой же причине на Шпицбергене в настоящее время нет кладбища и не проводятся захоронения.
Для среднестатистического жителя Европы, Азии или Африки, к Шпицбергену крайне трудно привыкнуть — за счёт иного биологического ритма, практически полного отсутствия зелени и уникального животного мира. На территории архипелага создано семь национальных парков, а многих зверей (включая оленей, белух и песцов) можно часто встретить прямо в Лонгйире или в районе аэропорта.
На Шпицбергене также обитают агрессивные крачки, защищающие свою территорию пикированием на прохожих.
Белых медведей и моржей здесь увидеть гораздо труднее: летом они находятся на северной части архипелага, а зимой мигрируют на юг.

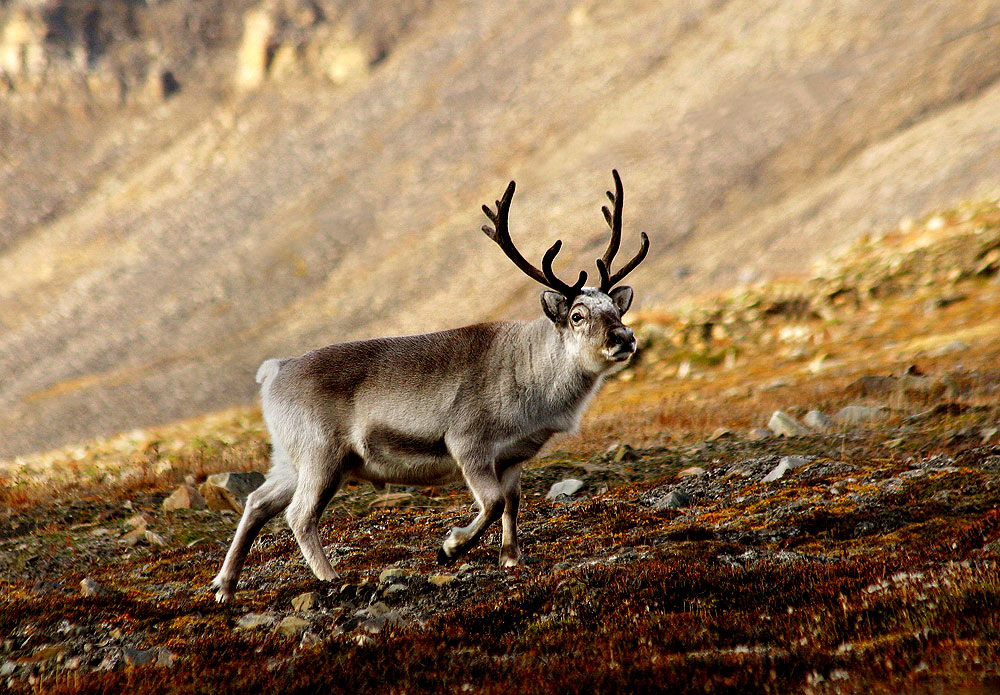
Шпицбергенский северный олень
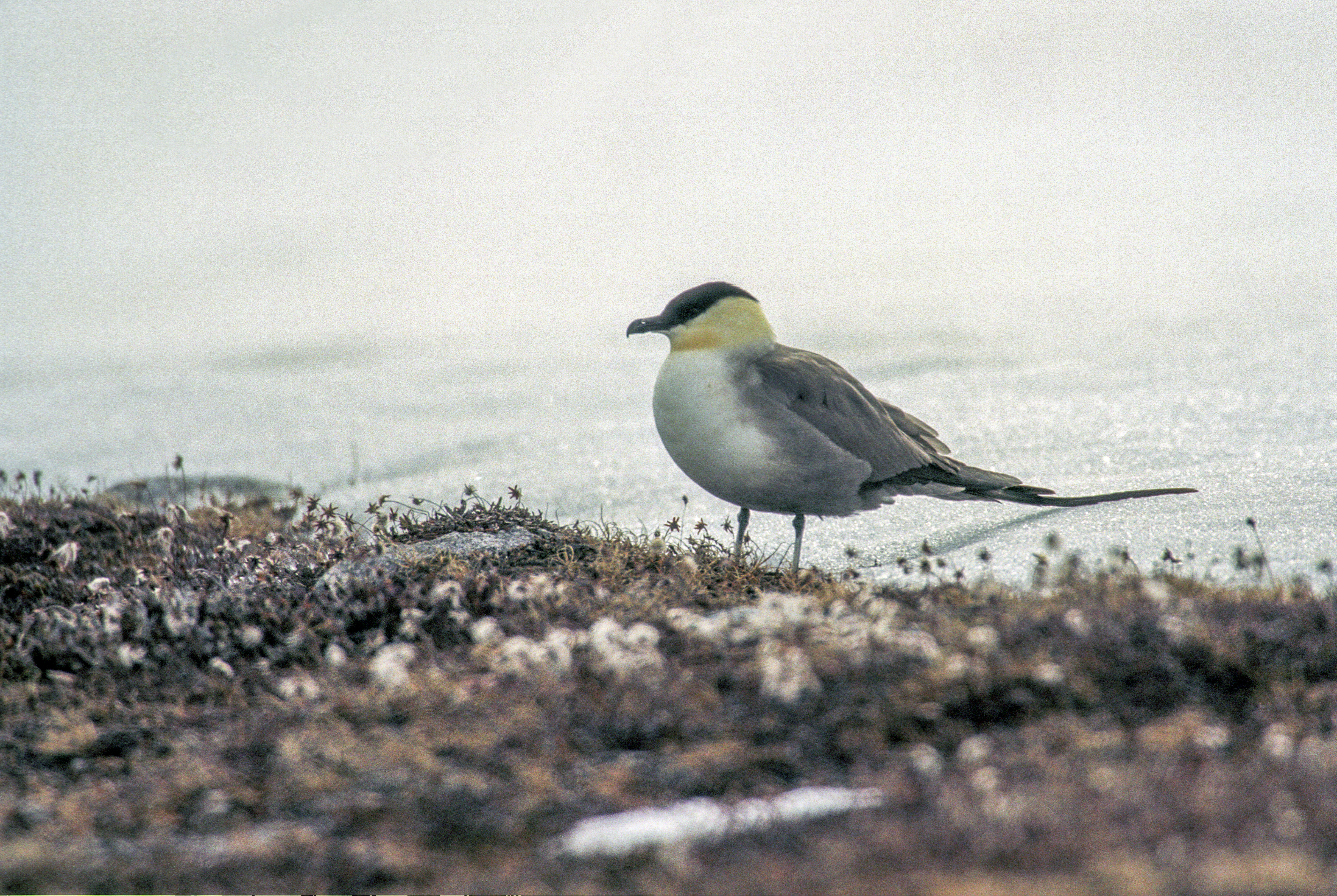
Длиннохвостый поморник
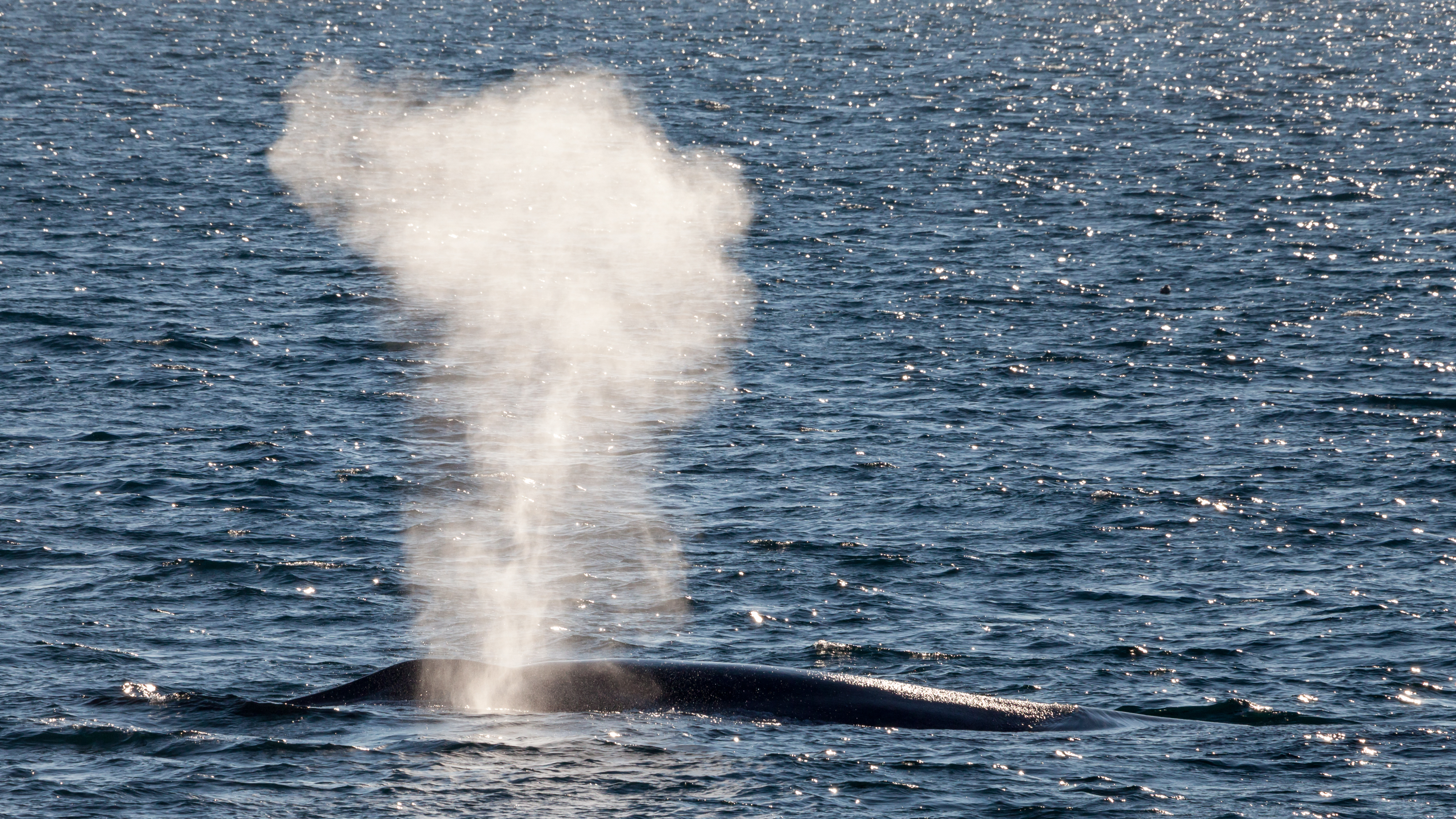
Синий кит у берегов Шпицбергена
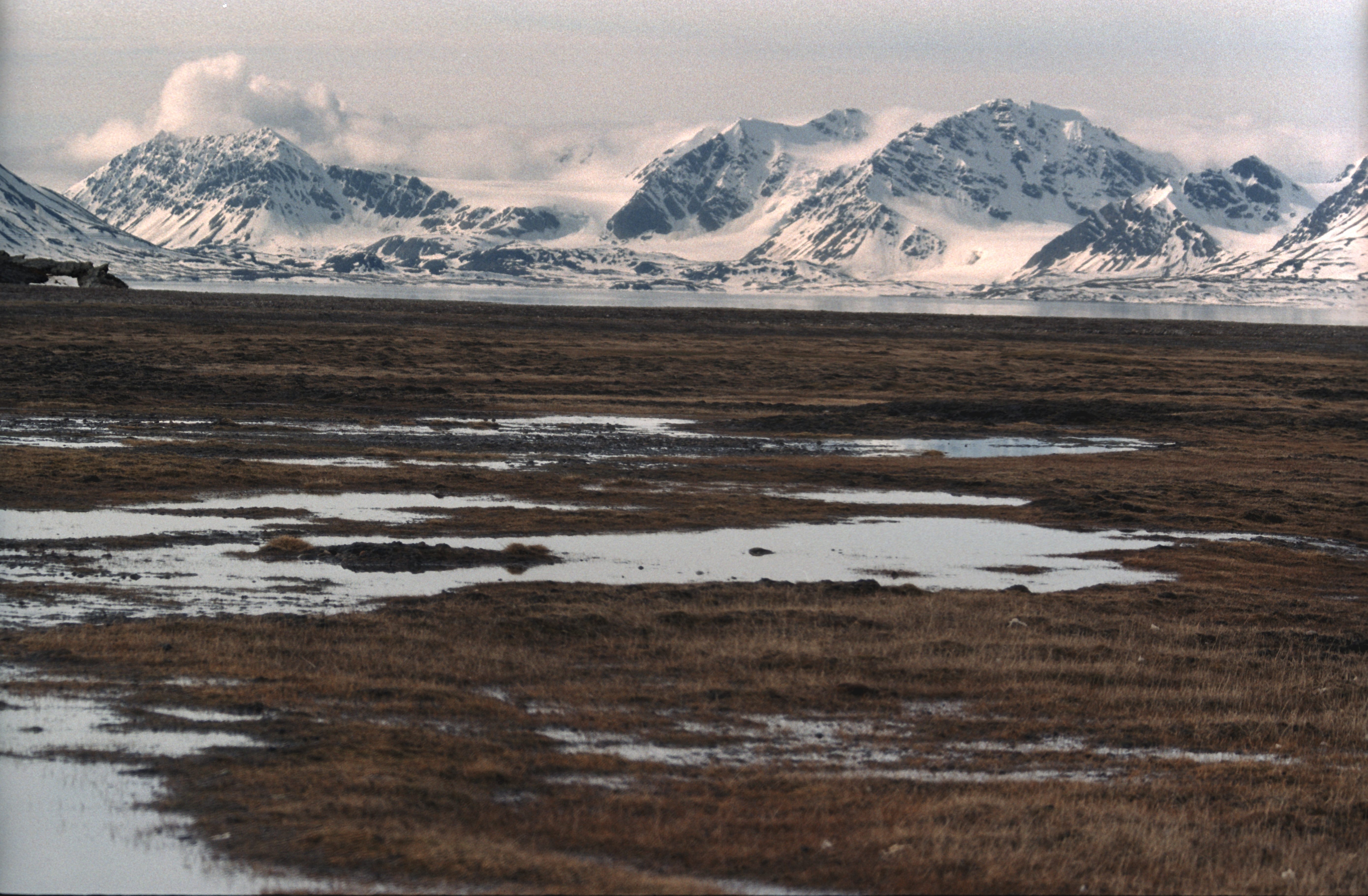
Тундра Белльсунна
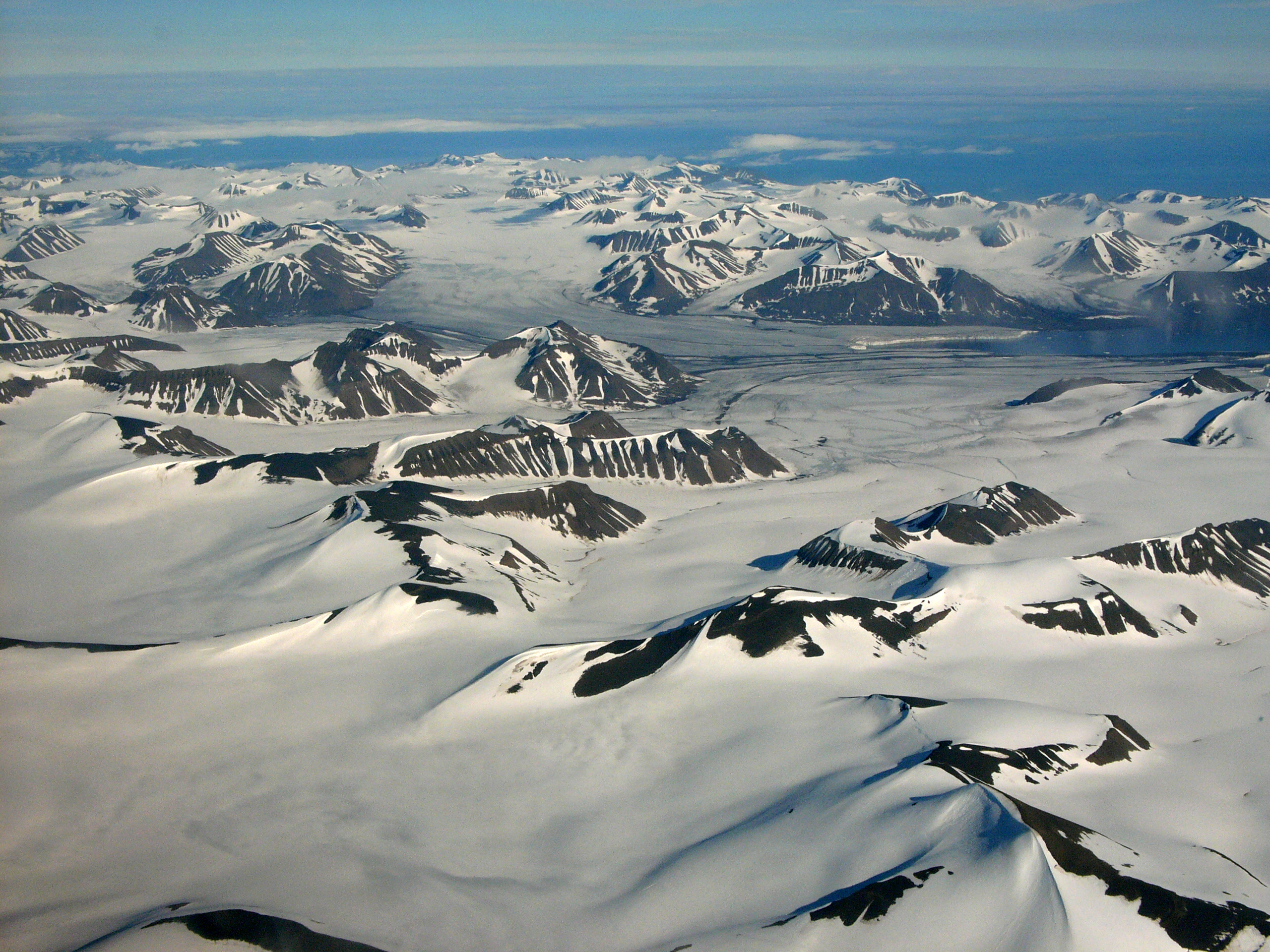
Шпицберген в августе

## Правовой статус Шпицбергена
В 1920 году в рамках мирной Парижской конференции был заключён Договор о Шпицбергене, закреплявший суверенитет Норвегии над архипелагом, но при этом все государства-участники Договора имели право осуществлять коммерческую и научно-исследовательскую деятельность на основе полного равенства и демилитаризированного статуса архипелага (статья 3). Согласно статье 2 Договора Норвегия получила право на охрану и восстановление флоры и фауны, хотя забота об экологической ситуации не была характерна для того времени. В статье 8 Норвегия обязывалась создать Горный устав, регламентирующий хозяйственную деятельность на Шпицбергене, при этом устав не должен был давать привилегии, монополии и льготы какой-либо стране, включая Норвегию. В 1925 году Горный устав для Шпицбергена был принят вместе с Национальным законом о Шпицбергене.
Шпицберген является безвизовой зоной в том смысле, что любой человек, независимо от его гражданства, может жить и работать там сколько угодно долго. 

### Самоуправление
С 1971 года до 2002 года функционировал Свальбардский совет, назначившийся тремя разными группами: от угольщиков, от госслужащих, и прочее норвежское население. Соотношение представителей этих групп в совете постоянно менялось. В Свальбардский совет входило 17 непартийных членов. С 2002 по 2011 квоты компаний отменены.
После 2011 года регулярно проводятся выборы. Последний раз — в 2023 году. Имеется местный совет из 15 человек. Из которых в 2019 году было избрано от Рабочей партии — 5 мест, Консервативной партии — 5 мест, Либеральной партии — 2 места, Партии прогресса — 2 места, Партии зелёных — 1 место. С 2022 года вступило новое правило выборов в местный совет: избиратель должен как минимум три года прожить на территории материковой Норвегии. В 2023 году Либеральная партия получила 7 мест в совете, Рабочая партия — 3 места, Социалистическая левая партия — 3 места, Консервативная партия — 2 места.

### Военное значение
Вооружённых сил Шпицбергена не существует, так как его территория имеет демилитаризованный статус (3-я статья, Шпицбергенского трактата, от 1920 года). Договор оговаривает «надлежащий режим, способный обеспечить развитие и мирное использование» арктических островов, передаваемых под суверенитет Норвегии. Статья 9 парижского договора чётко обязывала королевство «не создавать и не допускать создания какой-либо морской базы в местностях, указанных в Первой статье, и не строить никаких укреплений в указанных местностях, которые никогда не должны быть использованы в военных целях», но, несмотря на это, норвежское правительство придерживается узкой интерпретации положения о запрете его использования в военных целях и не считает за нарушение статей договора заход его военных кораблей, а также кораблей западной коалиции в порты архипелага, пролёт их военных летательных аппаратов над его территорией и другие действия, что расходится с позицией Российской Федерации. Кроме того, развитие технологий, особенно «двойного» назначения, поставило вопрос о допустимости использования военнослужащими других государств некоторых их объектов на Шпицбергене: прежде всего, это касается использования в военных целях данных, полученных с расположенных на архипелаге объектов космического мониторинга.
Географическое расположение Шпицбергена является чрезвычайно выгодным с военной точки зрения, позволяет контролировать судоходство и авиационное сообщение в Северном Ледовитом океане при условии расположения на острове необходимой военной инфраструктуры (пунктов базирования флота, аэродромов, радиолокационных и гидроакустических станций).
Советский Союз присоединился к этому договору 7 мая 1935 года, и в своих переговорах с Норвегией неоднократно поднимал вопрос о совместном использовании территории Шпицбергена для обеспечения обороны острова — в частности, для размещения советских военных баз на острове. Оккупация гитлеровской Германией Норвегии и её капитуляция, весной 1940 года, (операция «Везерюбун-Норд», высадка немецкого десанта на Шпицбергене, осенью 1941 года, архипелаг фактически полностью был взят под контроль немецким командованием) заставила НКИД обратить особое внимание советского руководства на военно-стратегическое значение Шпицбергена, в период Второй мировой войны (из-за необходимости защиты с суши северных конвоев), так и на заре Холодной войны, на фоне зарождающегося противостояния с США и NATO—OTAN.
Норвежский Стортинг неоднократно рассматривал вопрос о предоставлении территории СССР под военные нужды, но всегда отклонял эти проекты большинством голосов. Одно из последних голосований по этому вопросу относится к лету 1947 года, когда большинство парламентариев в очередной раз отказали СССР в создании военной базы на острове (из 112 голосовавших 11 проголосовали «за», 101 «против» строительства советской военной базы).
Российско-украинская война
По мнению главы норвежской разведки, после вторжения на Украину Россия наращивает военные усилия в Арктике. Расширение НАТО (после 2022 года к блоку присоединились Швеция и Финляндия) привело к ограничению свободы российских действий в Балтийском море. По мнению наблюдателей, Россия пытается компенсировать эту утрату ростом активности в Арктике. В этой связи Россию беспокоит близость Шпицбергена к базе российских подводных лодок на Кольском полуострове.
Второй причиной российского беспокойства является разведывательный потенциал Шпицбергена. На острове расположен крупный массив премников Starlink, а также антенны космической связи в горах поблизости от Лонгйира, принимающие сигналы трансполярных спутников.

### Конфликтные ситуации и споры
16 января 2017 года Береговая охрана Норвегии задержала у берегов Шпицбергена латвийское рыболовецкое судно «Сенатор», обвиняя рыбаков в незаконной добыче снежного краба из-за отсутствия соответствующего разрешения властей Норвегии. По мнению норвежского эксперта Пер-Арне Тотланда, арест латвийского судна имеет политическое значение и является своеобразным тестом — сможет ли Норвегия контролировать использование шельфа Шпицбергена.
2 апреля 2020 года береговой охраной Норвегии задержан российский траулер «Борей» за нарушение норвежских правил рыбной ловли в районе архипелага. МИД Российской Федерации направило посольству Норвегии ноту протеста в связи с задержанием траулера.
16 февраля 2021 года Норвегия и Европейский союз вступили в конфликт из-за прав на рыболовство у арктической территории Шпицбергена. Суть конфликта заключается в том, что ЕС в одностороннем порядке выделил себе квоту на добычу трески в размере 28 431 тонны для акватории Шпицбергена. Министр рыболовства Норвегии Одд Эмиль Ингебригтсен выразил протест Брюсселю, назвав этот шаг «совершенно неприемлемым» и противоречащим суверенным правам Норвегии по морскому праву.

## История
Существуют предположения, что викинги обнаружили архипелаг в XII веке. Они основаны на том, что Свальбард впервые упоминается в «Исландских анналах» в записи под 1194 годом, сообщающей, что «найден Свальбард» (Svalbardi funnin). Название «Свальбард» переводится как «холодные берега». Лингвистический анализ, однако, показывает, что это упоминание более вероятно относится к названию фермы в Исландии.
Шпицбергенская экспедиция Института археологии РАН под руководством В. Ф. Старкова считает, что в середине XVI века на Шпицбергене существовали поселения поморов. Всего известно более восьмидесяти поморских памятников. Датский король Фредерик II в своём письме от 11 марта 1576 года упоминает о некоем русском кормщике Павле Никитиче (Paulus Nichetz) из Колы, согласном сообщить скандинавам данные об этой земле и провести туда корабли.
В 1596 году острова были открыты и документированы голландцем Виллемом Баренцем, который дал главному острову название «Спитсберген», что в переводе означает «острые горы». Баренц обнаружил на острове и в его сопредельных водах большое число моржей и китов, что дало старт многочисленным промысловым экспедициям. Примерно в это же время архипелаг появился на картах под названием «Santi Rustene». Через несколько лет свои права на эти земли заявили Англия и Дания.

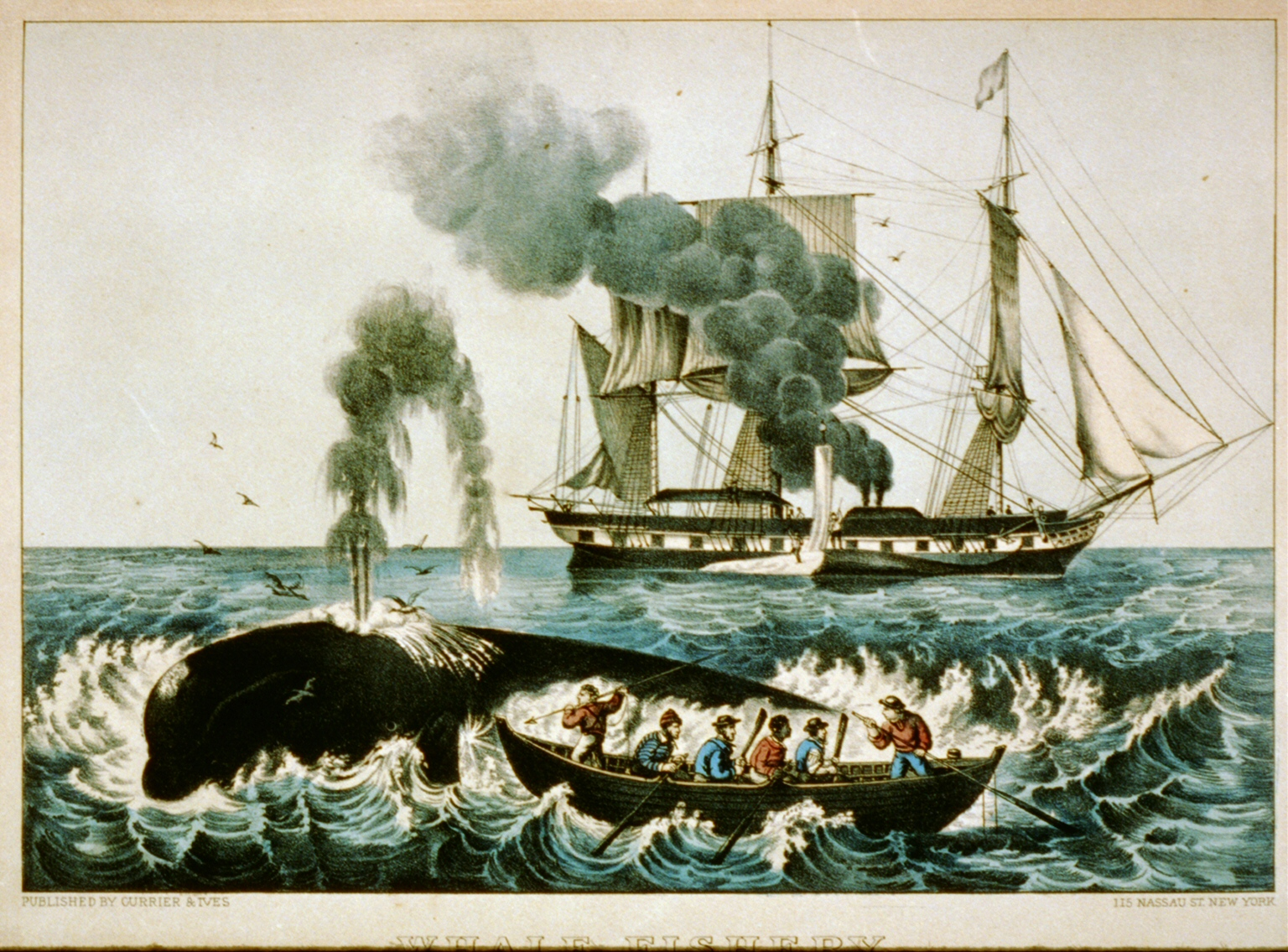
Китобойный промысел

В XVII и XVIII веках использовался разными странами в качестве базы китобойного промысла, пока киты не были почти полностью истреблены в этом регионе. Центром голландского китобойного промысла с 1614 года было селение Смеренбург. Норвегия, наряду с Исландией и Японией, и сегодня продолжает этот промысел, несмотря на мораторий Международной комиссии по регулированию китобойного промысла и запрет на экспорт китового мяса.
В 1743 году на острове Эдж (Малый Берун (Брун)) в юго-восточной части архипелага высадились четверо русских зверобоев из Мезени во главе с кормщиком Алексеем Химковым, судно которых затёрло льдами недалеко от его берегов. Не имея практически никаких припасов, они сумели провести на острове более 6 лет, занимаясь охотой на медведей, моржей и тюленей, ловлей песцов и заготовкой шкур. В августе 1749 года трое выживших зимовщиков были обнаружены русским торговым судном и доставлены в Архангельск.
В 1760 году заинтересовавшийся их историей французский учёный Пьер Людовик Леруа опубликовал на немецком языке в Риге и Митаве сочинение, переизданное в 1766 году на французском в Санкт-Петербурге, а в русском переводе 1772 года получившее название «Приключения четырёх российских матросов, к острову Ост-Шпицбергену бурею принесённых, где они шесть лет и три месяца прожили».
В 1765—1766 Михаил Ломоносов организовал две морские научные экспедиции к Шпицбергену под началом В. Я. Чичагова, однако суровый климат не позволял организацию на архипелаге постоянных поселений и вплоть до начала XX века Шпицберген официального российского присутствия не имел. Тем не менее, поморы поддерживали сезонное охотничье присутствие на архипелаге, а наиболее отчаянные из них регулярно оставались на зимовку.
После прихода в упадок китобойного и пушного промысла в конце XVIII века, на протяжении следующих ста лет Шпицберген был фактически заброшен и считался terra nullius — ничейной территорией, то есть, несмотря на номинальные претензии на него разных стран, фактически никем не управлялся. Новая волна интереса началась лишь в конце XIX века, когда круглогодичный доступ к портам и относительно мягкий климат сделали Шпицберген основной базой для полярных экспедиций и арктического туризма.
В 1871—1872 годах объединённое правительство Швеции и Норвегии обменялось нотами с правительством России, в которых признавалось равенство всех стран в эксплуатации природных богатств Шпицбергена. Данный договор получил наименование «Соглашение 1872 года о Шпицбергене».
На архипелаге побывало множество знаменитых исследователей, включая Фритьофа Нансена, Руаля Амундсена и Эрнста Шеклтона. Северная часть острова Западный Шпицберген названа Земля Андре, в честь Соломона Андре, совершившего в 1897 году попытку достичь Северного полюса на воздушном шаре. В 1912 году Западный Шпицберген был также подробно описан и картографирован в рамках последней экспедиции знаменитого российского арктического исследователя и пионера Северного морского пути В. А. Русанова. Посещали Шпицберген и первые арктические туристы — состоятельные европейцы, включая представителя королевской семьи Монако принца Альберта.
С начала XX века на островах стало постепенно меняться и экономическое положение. Добыча угля американскими, английскими, норвежскими, русскими и шведскими предприятиями привела к организации постоянных поселений. Суверенитет Норвегии над архипелагом был признан в 1920 году, когда США, Великобритания, Франция, Италия, Япония, Норвегия, Нидерланды и Швеция подписали в Париже Шпицбергенский трактат. Норвежцы спешили закрепить за собой спорные земли в отсутствие главного соперника — Российской империи, что определило беспрецедентные условия договора. По соглашению, все страны-участницы трактата сохраняли право на добычу и разработку полезных ископаемых на архипелаге. 7 мая 1935 года к нему присоединился и СССР, уже имевший к тому времени на Шпицбергене несколько рабочих посёлков. СССР интересовал не только местный уголь, но и рыба. Уже в 1934 году к Шпицбергену была отправлена экспедиция на зверобойном боте «Николай Книпович», которая обнаружила сельдь. За ней совершил рейс к островам корабль «Авангард», который вернулся в Мурманск с 25 тоннами улова после 18-дневного плавания.
С середины 1920-х годов Шпицберген становится всемирно известен как база полярной авиации — например, полётов Руаля Амундсена на гидросамолётах на деньги американского миллионера Линкольна Элсуорта. 21 мая 1925 года Амундсен отправляется со Шпицбергена на Аляску через Северный полюс, но не долетает и возвращается к Шпицбергену. 11 мая 1926 года со Шпицбергена стартует экспедиция Амундсена—Эллсворта—Нобиле на дирижабле конструкции Умберто Нобиле. Пролетев над полюсом (пилотировал дирижабль Нобиле), экспедиция приземлилась на Аляске. При Муссолини Умберто Нобиле, уже генерал и почётный член правящей фашистской партии, 23 мая 1928 года решил повторить полёт к Северному полюсу. Стартовав со Шпицбергена, он достиг полюса, но на обратном пути дирижабль разбился. Амундсен, вылетевший на поиски Нобиле, погиб, а оставшихся в живых членов экипажа дирижабля спас 12 июля советский ледокол «Красин».
Во время Второй мировой войны, Шпицберген не мог выступать в качестве полноценной военной базы, поэтому его население было эвакуировано, а присутствие немецких войск на архипелаге было ограничено забрасываемыми с самолётов и подводных лодок метеостанциями, корректирующими работу немецкой авиации в Заполярье. Для их ликвидации в 1942 году в район Лонгйира из Шотландии был заброшен небольшой норвежский отряд на двух судах Isbjørn и Selis. Несмотря на то, что оба судна были уничтожены, норвежцы сумели закрепиться на берегу. В 1943 году для уничтожения этого отряда немцы выслали к Шпицбергену отряд кораблей из линкоров «Тирпиц», «Шарнхорст» и девяти эсминцев, которые разрушили большую часть Лонгйира и Баренцбурга артиллерийским огнём (одну из подожжённых тогда угольных шахт удалось погасить лишь в 1960 году). Высадка немцев на берег была менее удачной — норвежцы в районе Баренцбурга оказали сопротивление огнём береговой артиллерии и отошли в горы к посёлку Грумант.
В послевоенные годы добыча угля на архипелаге возобновилась силами норвежских компаний и Арктикугля, который выступал также как основной представитель Советского Союза в Заполярье. Постепенное истощение разведанных запасов в шахтах архипелага привело к сокращению добычи везде кроме норвежской Свеагрувы. Как результат, норвежское правительство начало ориентировать Шпицберген на развитие туризма и экспедиционно-научной базы. Арктикуголь с задачей диверсификации экономической деятельности справиться не смог и в постсоветский период дотируется из госбюджета. Расходы на поддержание деятельности бывших советских концессий на Шпицбергене только за 2006 год составили 395,6 млн рублей.
Также с 1949 года возобновились советские промысловые плавания к Шпицбергену за рыбой. Первая крупная экспедиция 1949 года выловила 462 тонны сельди.

## Современное состояние

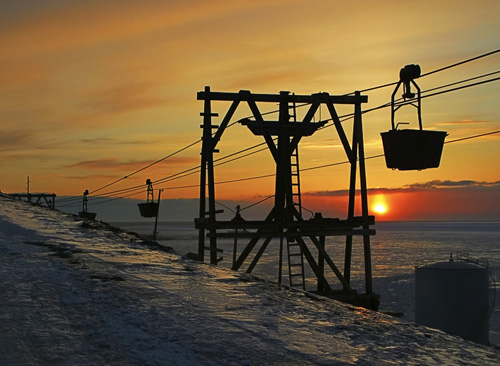
Канатная дорога для транспортировки угля

Хотя архипелаг Шпицберген контролируется Королевством Норвегия и с 1925 года официально является его частью, существуют отличия, связанные с налогообложением (безналоговая зона), охраной окружающей среды, защитой прав местного населения и военной деятельностью (демилитаризованная зона).
На островах два официальных языка — норвежский и русский, для посещения архипелага гражданам России не нужна виза.
Добыча угля в шахтах осуществляется норвежской компанией Store Norske, а также по концессии российским государственным трестом «Арктикуголь» (ранее советский трест). Правительство Норвегии постепенно сокращает добычу угля и закрыло шахту в городе Свея в марте 2022, а также законсервировало сам посёлок Свея. В угольной шахте Баренцбурга находится самая северная в мире действующая железная дорога, которая почти полностью находится под землёй. Ранее железных дорог было несколько и они проходили по поверхности. Весь добытый уголь уходит на обогрев самого Баренцбурга, то есть российское предприятие является планово-убыточным и отчасти имиджевым проектом.
Действует аэропорт Свальбард с регулярными рейсами в Норвегию (Осло, Тромсё) и нерегулярными (чартерными) рейсами «Арктикугля» в Москву. Один из таких рейсов стал причиной крупнейшей трагедии в истории Шпицбергена и Норвегии: 29 августа 1996 года при заходе на посадку прямо напротив Лонгйира потерпел катастрофу российский самолёт Ту-154М компании «Внуковские авиалинии». Погиб 141 человек: 129 пассажиров и 12 членов экипажа.
В 2000-е годы на деньги норвежского правительства на острове было выстроено Всемирное семенохранилище, так называемое «хранилище Судного дня». В этом хранилище находится банк семян как культурных, так и диких растений, рассчитанный на выживание в том числе и в условиях ядерной войны. Рядом находится Арктический мировой архив. Кроме того, на плато Бергет находятся антенны спутниковой станции SvalSat, а на горе Breinosa находится радар некогерентного рассеяния EISCAT и обсерватория по изучению северного сияния KHO (Kjell Henriksen Observatory). Шпицберген связан с материком подводным оптоволоконным кабелем, в пределах Баренцбурга, Колесбухты и Лонгйира работает сотовая связь как российских («МегаФон»), так и норвежского оператора Telenor.

## Население
Население архипелага — около 2936 человек (2021 год). Из них на 2009 год 69,9 % — норвежцы, 18,3 % — русские и украинцы, 0,4 % — поляки. На острове действует полностью безвизовый режим, то есть имеют право проживать и работать граждане всех государств, подписавших Шпицбергенский трактат. С практической точки зрения, несмотря на отсутствие иммиграционного и таможенного контроля, суровый климат и высокая стоимость жизни в Лонгйире эффективно ограничивают трудовую миграцию работников сферы обслуживания и туризма. После распада СССР некоторое количество бывших сотрудников «Арктикугля» переехало на постоянное жительство в Лонгйир, в то время как численность населения российских шахтёрских посёлков продолжала сокращаться пропорционально падению добычи угля.
По данным МИД РФ население посёлков Баренцбург и Пирамида составляло 488 человек, среди них граждане России, Украины и стран СНГ. По данным центрального статистического бюро Норвегии к 2022 году население Баренцбурга и Пирамиды достигло значения в 391 человек, а население норвежских поселений — 2504 человек.
Самое большое поселение — Лонгйир, около 2500 человек, большинство — норвежцы. Оно же является административным центром архипелага. Остальные поселения:
- российские шахтёрские посёлки: Баренцбург (470 человек), Пирамида (7-10 человек зимой, до 50 — летом, большей частью законсервирован) и Грумант (законсервирован);
- норвежский международный исследовательский центр Ню-Олесунн (около 30 человек, летом более 100);
- норвежский шахтёрский посёлок Свеагрува (ранее 90 человек, с рабочими из Лонгйира более 300, сейчас шахта закрыта, посёлок законсервирован, постоянного населения нет);
- польская исследовательская станция Хорнсунн (10 человек).

Также существует законсервированный посёлок-порт Колесбухта, ранее сообщавшийся с Грумантом железной дорогой по берегу. В настоящее время дорога пришла в негодность, а туннель вблизи посёлка Грумант засыпан в результате подвижек грунта.

## Экономика
С начала XX века основой экономики на Шпицбергене стала добыча угля. При этом местные угольные пласты, как правило, имеют доступ непосредственно со склона гор и многие места залегания угля просматриваются невооружённым глазом. Такая геологическая формация привела к возникновению многочисленных небольших шахт и угольных разрезов вдоль береговой линии, которые открывались и закрывались по мере исчерпания и разведки пластов. Размер поселений на Шпицбергене обычно соответствовал мощности близлежащих угольных разрезов.
По мере истощения угольных запасов власти Норвегии старались диверсифицировать экономику острова путём развития туризма, с целью уменьшения дотационности региона, и расширения научно-исследовательского сектора.
В настоящее время Шпицберген является одним из центров полярного и приполярного туризма, в порту Лонгйир регулярно останавливаются как крупные круизные суда из северной Европы, так и специализированные туристические суда ледового класса для экскурсий по Арктике.
В городе имеется несколько гостиниц (в том числе Radisson Blu), баров и ресторанов с арктической кухней (например, ресторан Kroa «На краю земли»).
В летнее и зимнее время из города ежедневно отправляются пешие, водные (каяки и суда), снегоходные экскурсии и экспедиции.

## Культура и образование
Функционирует полярный музей и Свальбардский международный университет, в котором ведётся научная работа по изучению климата, биологии, геофизики, геологии и гляциологии. Университетский центр UNIS не является выпускающим, так что после окончания школы местные жители должны переезжать в континентальную Норвегию для получения высшего образования. Тем не менее UNIS предоставляет бакалаврские и магистерские курсы для студентов норвежских и международных университетов. Большая часть таких курсов включает в себя значительные полевые работы. Курсы преподаются как местными исследователями, так и преподавателями из других университетов. Во время обучения студенты в основном живут в общежитии Elvesletta. Ранее студенты также проживали в бывших шахтёрских бараках Nybyen, но это общежитие было закрыто из-за угрозы схода лавин.

### Религия
В Лонгйире находится единственная действующая лютеранская церковь со своим священнослужителем. В Баренцбурге — православная часовня. По согласованию с Русской православной церковью и Католической церковью, в Норвегии лютеранский пастор окормляет верующих этих церквей. В июне 2024 года на архипелаг прибыл православный священник и начались богослужения на постоянной основе.

### СМИ
Ретранслируются телепередачи из Москвы (1-я программа, программы «Россия 1», «НТВ» и пр.), с 1984 года ретранслируются телепередачи из Осло. Издаётся журнал Русский вестник Шпицбергена